# Einsam (Kreis Heiligenbeil)
Einsam ist eine Wüstung im Kreis Heiligenbeil in Ostpreußen. Die frühere Ortsstelle befindet sich heute im Rajon Gurjewsk (Bereich Neuhausen) in der Oblast Kaliningrad (Gebiet Königsberg (Preußen)) Russlands.

## Geographische Lage
Die Ortsstelle Einsam liegt nur wenige hundert Meter vom Ostufer des Frischen Haffs (russisch Kaliningradski saliw) entfernt im Westen der Oblast Kaliningrad, 28 Kilometer nordöstlich der früheren Kreisstadt Heiligenbeil (russisch Mamonowo) bzw. 27 Kilometer südwestlich der heutigen Rajonshauptstadt Gurjewsk (deutsch Neuhausen).

## Geschichte
Erstmals urkundlich erwähnt wurde Einsam 1431 unter der Ortsbezeichnung Eynsedil. Es war ein Vorwerk zum Gut Adlig Tengen im ostpreußischen Kreis Heiligenbeil, zugehörig zum Regierungsbezirk Königsberg. Im Jahr 1905 hatte Einsam zehn Einwohner. Nachdem 1928 Adlig Tengen nach Tengen eingemeindet worden war, wurde Einsam ein Wohnplatz eben dieser Gemeinde. Doch lediglich für zehn Jahre; denn 1938 wurde Tengen – mit der Ortschaft Einsam – in den Nachbarort Brandenburg (Frisches Haff) (russisch Uschakowo) eingegliedert.
Mit der Abtretung des gesamten nördlichen Ostpreußen 1945 in Kriegsfolge kam Einsam zur Sowjetunion. Hier wurde der Ort gar nicht mehr genannt, gibt es doch keinen russischen Namen oder die Zuordnung zu einem Dorfsowjet. Einsam gilt offiziell als untergegangen. Die Ortstelle befindet sich heute in der Oblast Kaliningrad der Russischen Föderation.

## Religion
Über seine Muttergemeinden Adlig Tengen, Tengen und auch Brandenburg war Einsam bis 1945 in das evangelische Kirchspiel Brandenburg (Frisches Haff) in der Kirchenprovinz Ostpreußen der Kirche der Altpreußischen Union eingepfarrt.

## Verkehr
Die Ortsstelle von Einsam liegt unmittelbar angrenzend an die Ortsstelle von Neu Dümpelkrug an der Regionalstraße 27A-020 (frühere russische A 194, ehemalige Europastraße 28 und einstige deutsche Reichsstraße 1) zwischen Uschakowo und Pribreschny (Heyde-Waldburg, 1938 bis 1945 Heidewaldkrug). Uschakowo ist die nächste Bahnstation, die als Brandenburg (Ostpreußen) bis 1945 an der Bahnstrecke Berlin–Königsberg der Preußischen Ostbahn lag. Die Strecke wird heute nur noch im Abschnitt Kaliningrad (Königsberg)–Mamonowo (Heiligenbeil) befahren.